# オオジシバリ
オオジシバリ（大地縛、学名：Ixeris japonica）はキク科ノニガナ属の多年生草本。

## 特徴
高さ5–20 cm。地中を這う茎から葉が出る。葉は一般に全縁で細長い匙状だが、深い切れ込みを有したり、極端な細葉など、葉形に多様な変異が知られる。開花期は冬から春とも、4–6月ともされる。花茎は10–30 cm。頭花は黄色で径2.5–3 cm、周囲を囲む舌状花は20–24個からなる。染色体数2n=48。

## 分布と生育環境
北海道西南部～琉球列島、朝鮮半島、台湾、中国に分布。海浜、草地に生育。

## 交雑種の存在
琉球列島には6倍体のオオジシバリと2倍体のハマニガナの雑種であるミヤコジシバリIxeris × nakazoneiが知られる。ミヤコジシバリは両親との戻し交雑を通じて3倍体～8倍体の倍数体からなる複雑な倍数性集合体を形成し、さらに6倍体のミヤコジシバリはオオジシバリと交雑することにより両者の遺伝的形態的境界を不明瞭にしている。このため、琉球列島のオオジシバリとミヤコジシバリをオオジシバリ複合体Ixeris japonica complexと総称することがある。
6倍体および8倍体オオジシバリ複合体は強光環境下で育てると葉が厚くなることから、琉球列島のオオジシバリ複合体は海浜植物であるハマニガナとの交雑を通じ、砂浜の強光・乾燥環境への耐性が強化されたと考えられている。

## ギャラリー（琉球列島産）
オオジシバリの花
- 沖縄県石垣市 伊野田漁港
- 沖縄県与那国町